# Joseph Ludwig Bayer
Joseph Ludwig Bayer (15. června 1803 – 26. ledna 1883 Štýrský Hradec) byl rakouský politik německé národnosti ze Štýrska, v 60. letech 19. století poslanec Říšské rady.

## Biografie
Počátkem 60. let se zapojil do vysoké politiky. V zemských volbách v roce 1861 byl zvolen na Štýrský zemský sněm za kurii velkostatkářskou. Působil také coby poslanec Říšské rady (celostátního parlamentu Rakouského císařství), kam ho delegoval Štýrský zemský sněm roku 1861 (Říšská rada tehdy ještě byla volena nepřímo, coby sbor delegátů zemských sněmů). Uváděn byl jako Joseph Ludwig Bayer, statkář, bytem Amthofen.
Zemřel v lednu 1883 ve věku 80 let na mrtvici.